# Мария Нассауская (1556—1616)
Мария Нассауская (7 февраля 1556, Бреда — 10 октября 1616, Бюрен) — вторая дочь Вильгельма I Оранского и Анны ван Эгмонд.

## Биография
В начале Восьмидесятилетней войны её старший брат Филипп-Вильгельм был отослан в Испанию, где вырос как католик. Мария защищала притязания своего брата на звание принца Оранского, а также титул барона и город Бреда, противостоя их сводному брату Морицу Оранскому.
Она хотела выйти замуж за Филиппа, графа Хоэнлоэ, которого  знала с одиннадцати лет. Это желание первоначально встретило сопротивление её отца (он дал своё согласие на брак в 1582 году) и брата Морица. Предполагалось, что она выйдет замуж за сына-католика герцога Арсхота, чтобы заручиться его поддержкой в войне против Испании, но Мария отказалась выйти за него замуж, так как стала кальвинисткой. Кроме того, Мария требовала стать регентом Филиппа-Вильгельма, пока тот находится в испанском плену, поскольку что она была его родной сестрой, в то время как Мориц был лишь его младшим единокровным братом.
2 февраля 1595 года, в возрасте 39 лет, Мария в голландской реформатской церкви вышла замуж за Филиппа фон Хоэнлоэ-Нойенштейна в Бюрене. Пара была бездетной, и Филипп умер в 1606 году. Её брат Филипп-Вильгельм был освобождён в 1595 году и вернулся в Бреду в 1610 году. В 1612 году Мария основала большой приют в Бюрене.
Она умерла в 1616 году в Бюрене. Там она была погребена в церкви Святого Ламберта, которая к тому времени стала протестантской реформированной кальвинистской церковью.